# Chata Hvězda
Chata Hvězda – schronisko turystyczne położone na wysokości  674 m n.p.m. na górze Hvězda w Czechach, w Górach Stołowych (czes. Broumovská vrchovina), w Broumowskich Ścianach (Broumovské stěny).
Schronisko (drewniana chata turystyczna) zostało wybudowane w latach 1854–1856 w stylu szwajcarskim przez opata Jana Nepomucena Rottera. Poświęcone 5 sierpnia 1855. Pierwotnie służyło jako karczma i siedziba zarządu lasu klasztornego. Budynek na kamiennej podmurówce był kiedyś pokryty łupkiem. Wewnątrz robiła wrażenie wyłożona boazerią przestrzeń dużej sali, zachowana w większości do dziś. Piwnice budynku wyciosano w litym piaskowcu. Obecnie mieści gospodę z możliwością poczęstunku i noclegu.

## Otoczenie

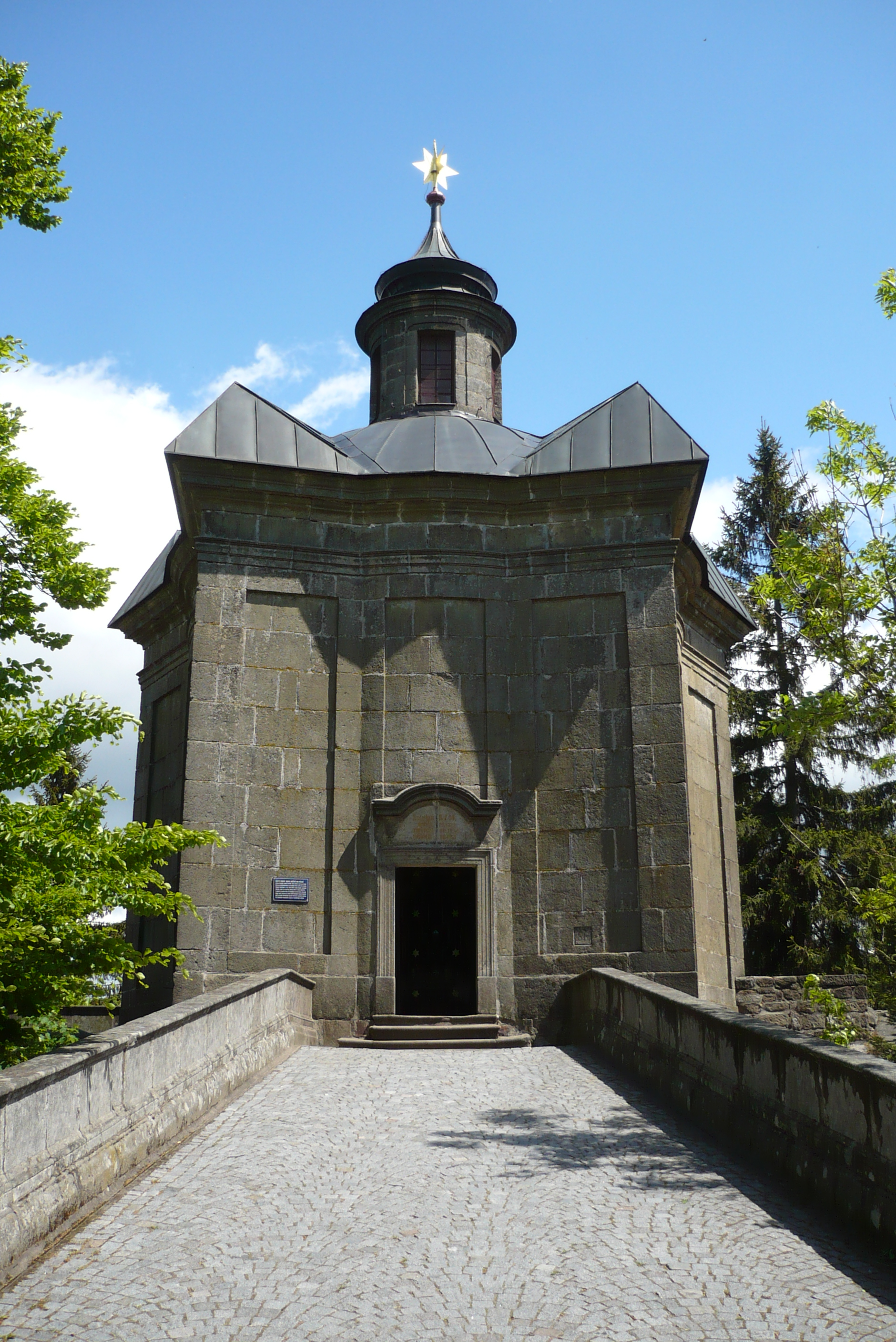
Kaplica MBŚ
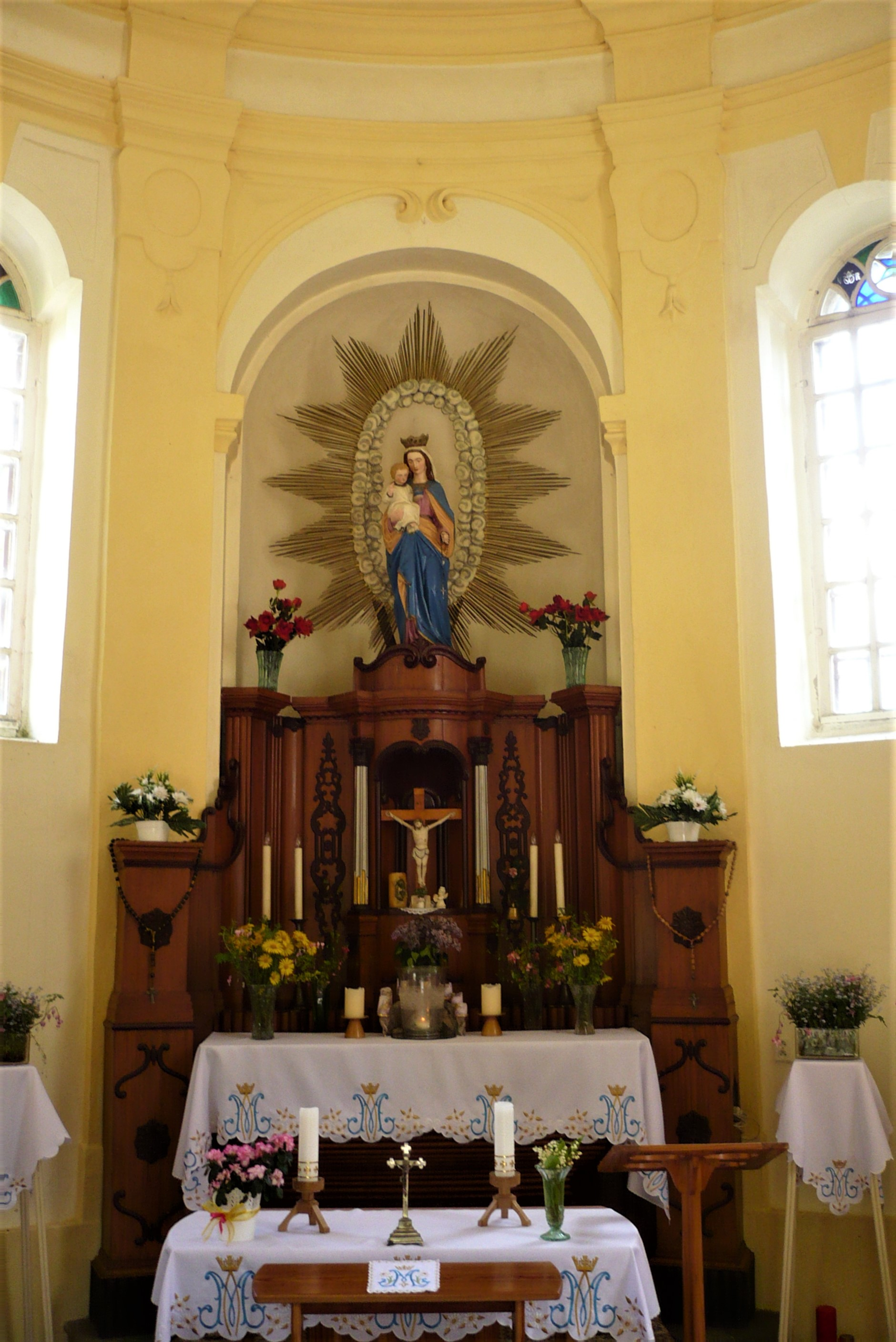
Ołtarz w kaplicy
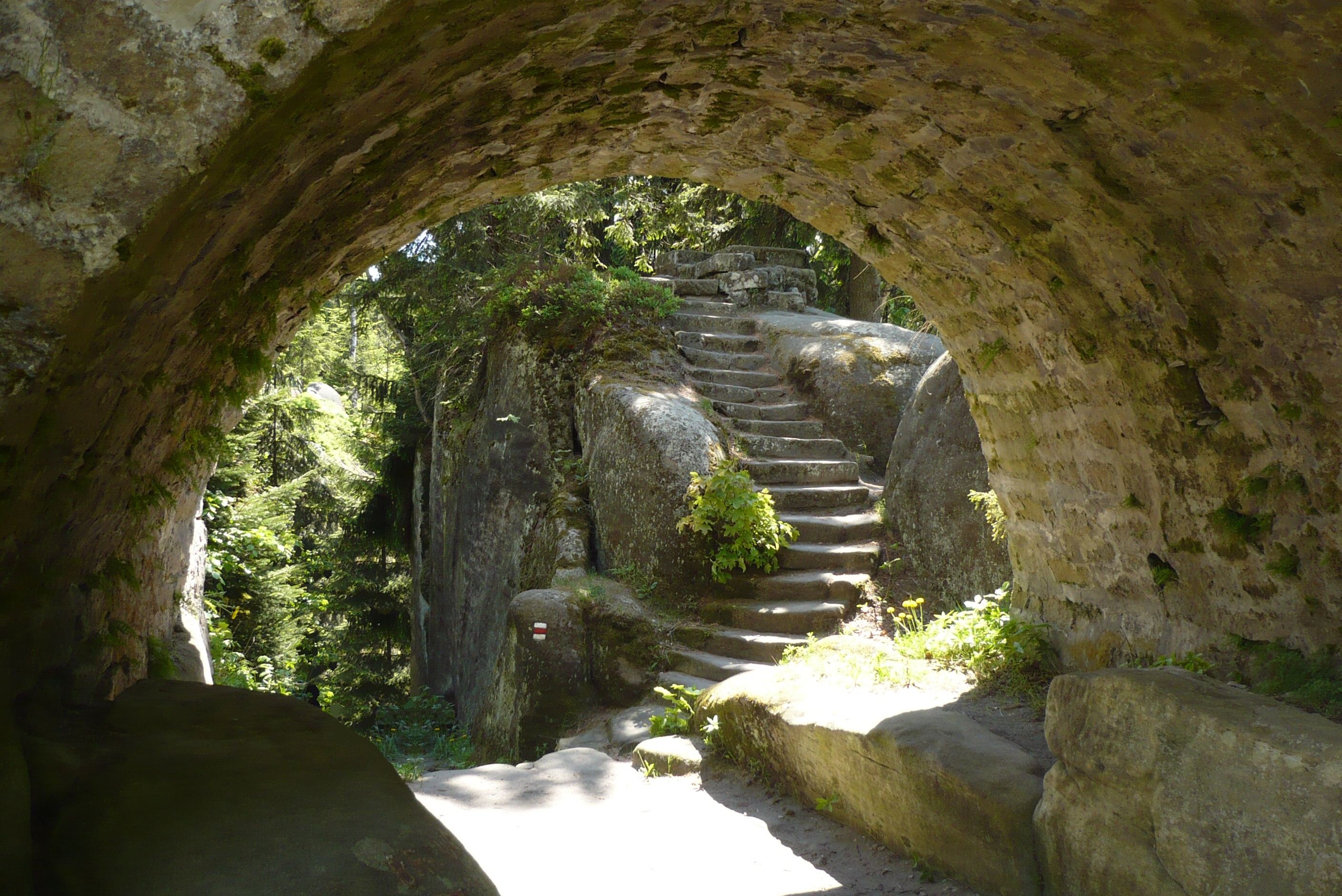
Most do kaplicy
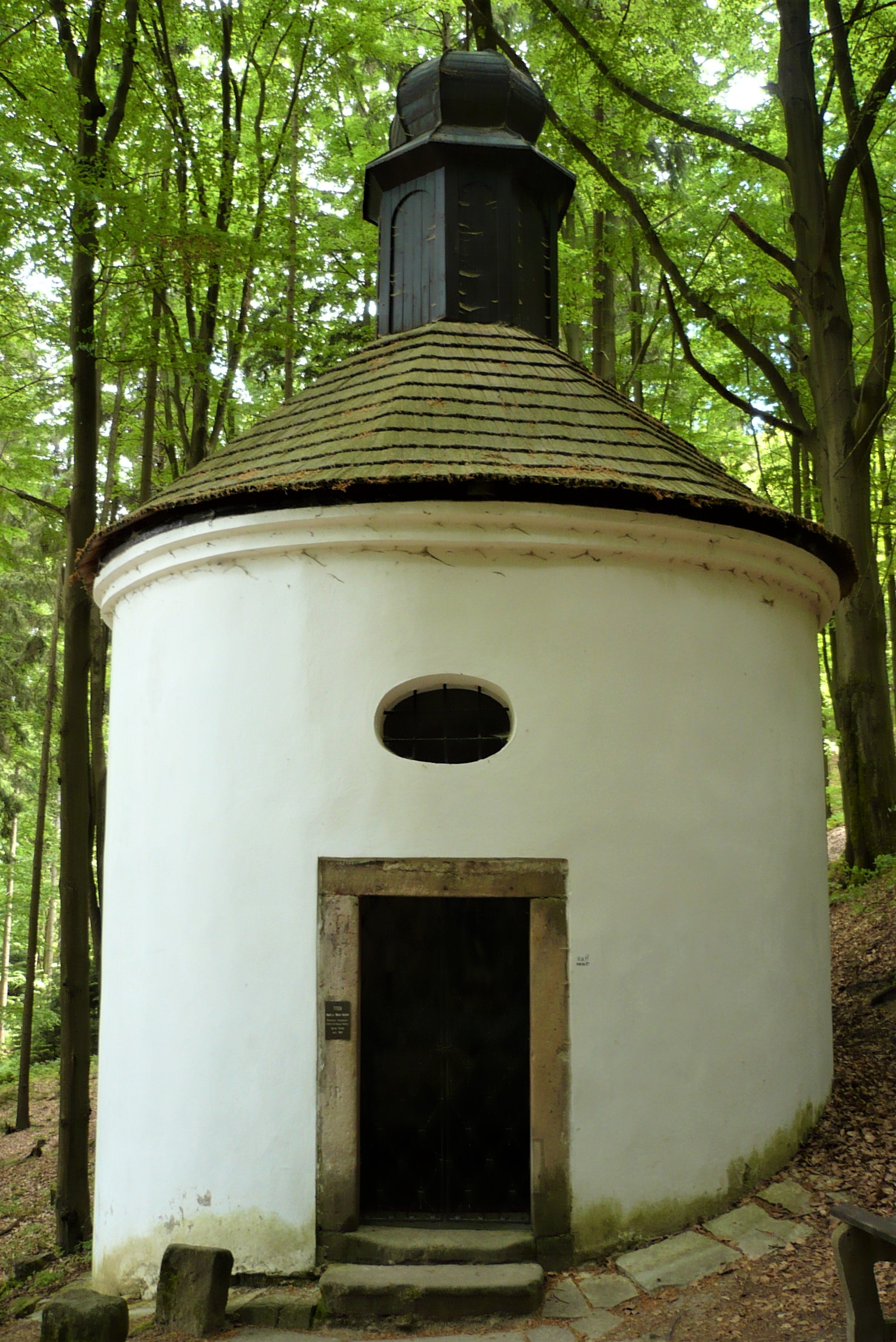
Kaplica Matki Boskiej Śnieżnej pod Hvězdą
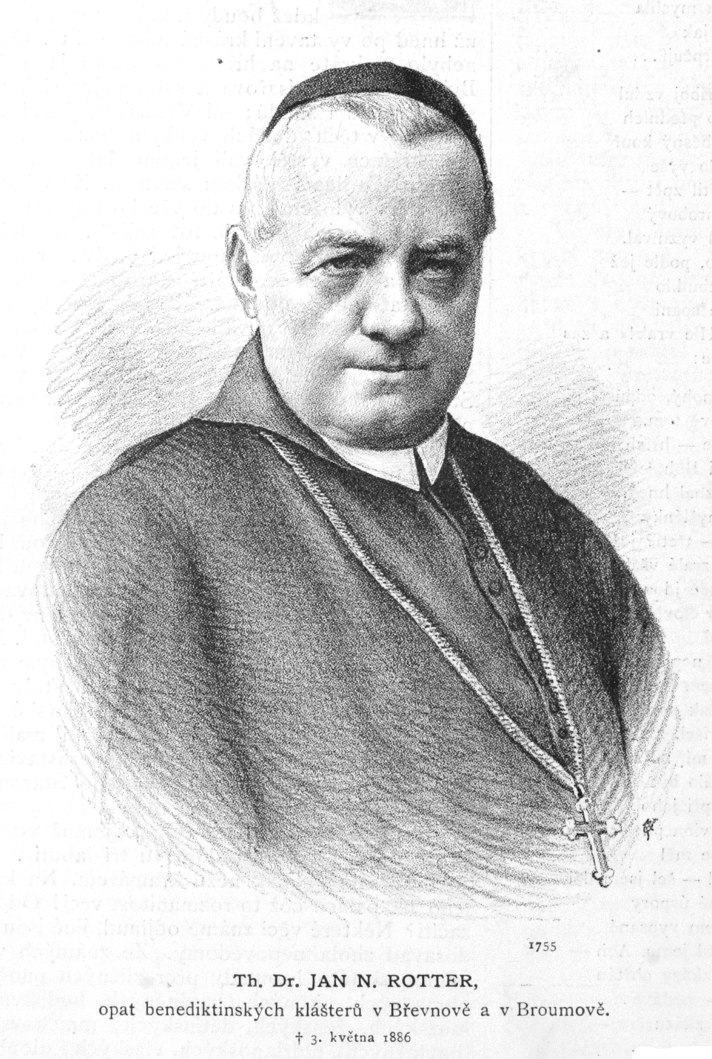
Jan Nepomucen Rotter